# ジェームズ・W・ケアリー
ジェームズ・ウィリアム・ケアリー（James William Carey、1934年9月7日- 2006年5月23日）は、アメリカ合衆国のコミュニケーション理論家、メディア批評家で、イリノイ大学において、後にはコロンビア大学においてジャーナリズム教育にあたった。1995年から2002年にかけて、ピーボディ賞の選考委員会の一員であった。ケアリーは、2006年に71歳で没した。ケアリーは、儀礼的コミュニケーション観を発展させた人物とされている。

## Communication As Culture(1989)
1989年に出版された著書『Communication As Culture（文化としてのコミュニケーション）』で、ジェームズ・ケアリーは電信についての影響力の大きな分析のために、特に優れた1章を割いた。ケアリーは、電信をコミュニケーションの手段と見て、その歴史的背景とともに、それを生み出すきっかけとなった社会的、商業的変化を分析した。特に、ケアリーが焦点を当てたのは、電信が、コミュニケーションと輸送を分離することを可能にできた状況であり、電信による時間と空間の再編成と、それがイデオロギーやその他の社会生活に及ぼした影響であった。

### 電信：接続における分水嶺
ケアリーが著書『Communication As Culture』、特に第8章「Technology and Ideology: The Case of the  Telegraph（技術とイデオロギー：電信の事例）」において焦点を当てている諸論点は、コミュニケーションの将来的な発展における電信とその了解されている役割である。その議論に通底するのは、電信が「... 初めてコミュニケーションと輸送を効果的に分離することを可能にした ... (...permitted for the first time the effective separation of communication from transportation...)」ということである。すなわち、「メッセージは、人や馬や列車を使って届けるより速く、送られることが可能になり (it had become possible for the message to travel faster than people, horses or trains could deliver them)」、「... 電信はメッセージがモノの物理的移動から分離されることを可能にしただけでなく、コミュニケーションが物理的な処理過程をコントロールすることを可能にした (...the telegraph not only allowed messages to be separated from the physical movement of objects; it also allowed communication to control physical processes actively...)」。他方で、ケアリーは、電信は「コミュニケーションにおける分水嶺 (watershed in communication)」であったが、それはそれ以前からの枠組や、人の歩く道のようなインフラストラクチャーの上に構築されたものだとも述べ「...（それは）従来の接続のパターンを、一部で捻ったり置き換えたりすることはあっても、まったく置き換えてしまうようなことはなかった ... (...[it] twisted and altered but did not displace patterns of connection...)」としている (p.204)。ケアリーは、電信線のインフラストラクチャーが地理上の物理的に自然なパターンに沿う形で広がることを比喩として、この概念についてさらに詳しく論じている。
電信によって独占資本主義や帝国主義の成長が容易になり、取引関係における脱・人格化の程度が広がった。電信以前には、ほとんどの取引上の意思決定は「フェイス・トゥ・フェイス（対面接触）」を前提におこなわれていたが、電信の導入はより速く、人格的要素の少ないサービスを生んだ。実際のところ、商人同士の親密な関係は、買い手/売り手の関係、また、企業的階層性、すなわち経営上の関係へと、一夜にして変貌した。チャンドラー (Chandler) が述べるように、「経営の見える手が、市場の見えざる手に取って代わったのは、新たな技術が ... 大量、高速のモノの動きを可能にした ... その場、その時からだった (
...the visible hand of management replaced the invisible hand of the market forces where and when new technology...permitted high volume and speed of materials...)」（1977年）。

### 空間と時間の再編成
電信がもたらした最も重要な効果のひとつは、社会関係においても、商取引においても、時空間を再構造化したことであった。ケアリーはこの概念について、この章を通して様々に論じており、人が距離を超え、時間を超えてコミュニケーションするあり方を、電信が変化させ始めた経緯の詳細を描いている。ケアリーは、電信によって地理はコミュニケーションとは関係が薄いものになったと述べている。電信は、「表象が輸送から独立し、より速く動くことを可能にした (allowed symbols to move independently and faster than transportation)」のである。
ケアリーは、空間がコミュニケーションに課していた制約が縮小していくことに関し、電信が社会にもたらした重要な諸変化について特に焦点を当てて議論した。地理の無意味化はやがて、コミュニケーションが局地的なものから全国的なものへ、さらには、国際的、全地球的なものへと広がることを可能にした。電信は、世界の一方にいる人に、ほとんど即時的に世界の反対側にいる人とコミュニケーションすることを可能にした。ケアリーは、電信が引き起こした、言語や文体における諸変化についても言及している。電信を送る費用が大きかったことから、言語や文体はより簡潔なものに変容したと、ケアリーは指摘した。「電信は散文を傾かせ、より簡素なものとし (telegraph made prose lean and unadorned)」、その結果、それまであった読者の書き手に対する人格的な結びつきは切り離された。ケアリーによれば、もはや、人格を反映したような逸話やユーモアは、盛り込まれることはない。しかし、空間との関わりが薄まるにつれ、言語が変化することには、他の理由もあるとケアリーは述べている。電信によって確立されたグローバリゼーションの開始によって、言語はもはや局地的であること、口語的であることができなくなっていく。ケアリーは、電信が「ニュースに根本的な変化をもたらした (led to a fundamental change in news)」述べている。文体は、異なる信念なり見解をもつ人々すべて、多くのことなる地域社会、地方、国々の個々人すべてが読めるように、本質的に客観的なものへと変わっていった。ケアリーはまた、空間の認知におけるこうした変化が、人々の思考を変化させた過程についての論じている。個々人が遠方の、自分たちとは信念も大きく異なり、生活のありさまも異なる人々と容易にコミュニケーションできるようになったことで、新たな社会意識が生じたことは明らかであった。
この著作においてケアリーは、時間に対する空間の再編成についてのさらに議論を展開し、このようなコミュニケーションへの障害として空間の縮退の結果、時間の方が一層重要になってきたのだと論じている。電信が存在し、それを使用することで、例えば商取引において、時間の不確定性が、空間の不確定性よりも重要になっていく。ある意味で時間は「拡張され (expanded)」、取引の時間はもはや昼間に限らなくなった、というのも、人は異なる時間帯にいる相手、地球の反対側の半球にいる相手とも取引できるようになったからである。
ケアリーによれば、電信が、空間と時間を再編成するコミュニケーションの変革を導いたのである。この本の第8章で、ケアリーはこうした議論を簡明に述べている。

## おもな著書
- Communication as Culture: Essays on Media and Society, Routledge, New York and London. ISBN 0-415-90725-X
- James Carey: A Critical Reader by Eve Stryker Munson (Editor), Catherine A. Warren (Editor) ISBN 0-8166-2703-7
- Thinking With James Carey: Essays on Communications, Transportation, History by Jeremy Packer (Editor), Craig Robertson (Editor) ISBN 0-8204-7405-3

## ケアリーの思想に関する書籍、論文

### 書籍
- Contemporary consumption rituals: A research anthology., Otnes, C. C., & Lowrey, T. M. (Eds.). (2004).  Mahwah, NJ: Lawrence Erlbaum. ISBN 978-0-8058-4779-6

### 論文
- The Journey of Ritual Communication, Studies in Communication Sciences 7/1 (2007) 117–138 Zohar Kadmon Sella
- Wedding as text: Communicating cultural identities through ritual. Leeds-Hurwitz, W. (2002). Mahwah, NJ: Lawrence Erlbaum Associates.
- Ritual communication: From everyday conversation to mediated ceremony. Rothenbuhler, E. W. (1998).  Thousand Oaks, CA: Sage.
- Ritual and irony: Observations about the discourse of political change in two Germanies. Quarterly Journal of Speech, Knuf, J. (1994).  80, 174-194.
- "Ritual" in organizational culture theory: Some theoretical reflections and a plea for greater terminilogical rigor. Knuf, J. (1993). In S. A. Deetz (Ed.), Communication yearbook 16 (pp. 61–103). Newbury Park, CA: Sage.
- "Spit first and then say what you want!" Concerning the use of language and ancillary codes in ritualized communication, Knuf, J. (1992). Quarterly Journal of Speech, 78, 466-482.
- The role of rituals and fantasy themes in teachers' bargaining. Putnam, L. L., Van Hoeven, S. A., & Bullis, C. A. (1991).  Western Journal of Speech Communication, 55, 85-103.
- Reconsidering James Carey: How many rituals does it take to make an artifact?"  Marvin, C. (1990, Fall). American Journalism History, 7(4), 216-226.
- Indymedia and The New Net News: Volume 6 Issue 2 2003, Meikle, G (2003). M.C. Journal